# Genestelle
Genestelle település Franciaországban, Ardèche megyében. Lakosainak száma 269 fő (2022. január 1.). Genestelle Marcols-les-Eaux, Mézilhac, Saint-Andéol-de-Vals, Saint-Joseph-des-Bancs, Saint-Julien-du-Gua és Vallées-d’Antraigues-Asperjoc községekkel határos.

## Népesség
A település népessége az elmúlt években az alábbi módon változott:
| Lakosok száma | 311  | 268  | 260  | 278  | 295  | 292  | 276  | 275  | 275  | 269  |
|               | 1968 | 1982 | 1990 | 2006 | 2013 | 2015 | 2017 | 2019 | 2020 | 2022 |